# Ousmane Nyan
Ousmane Nyan est un footballeur norvégien originaire de Gambie (comme John Carew). Il est né le 5 août 1975 à Banjul en Gambie. Il est arrière droit. Il compte 10 sélections avec les espoirs norvégiens.

## Palmarès
Vierge